# رسانای مسی

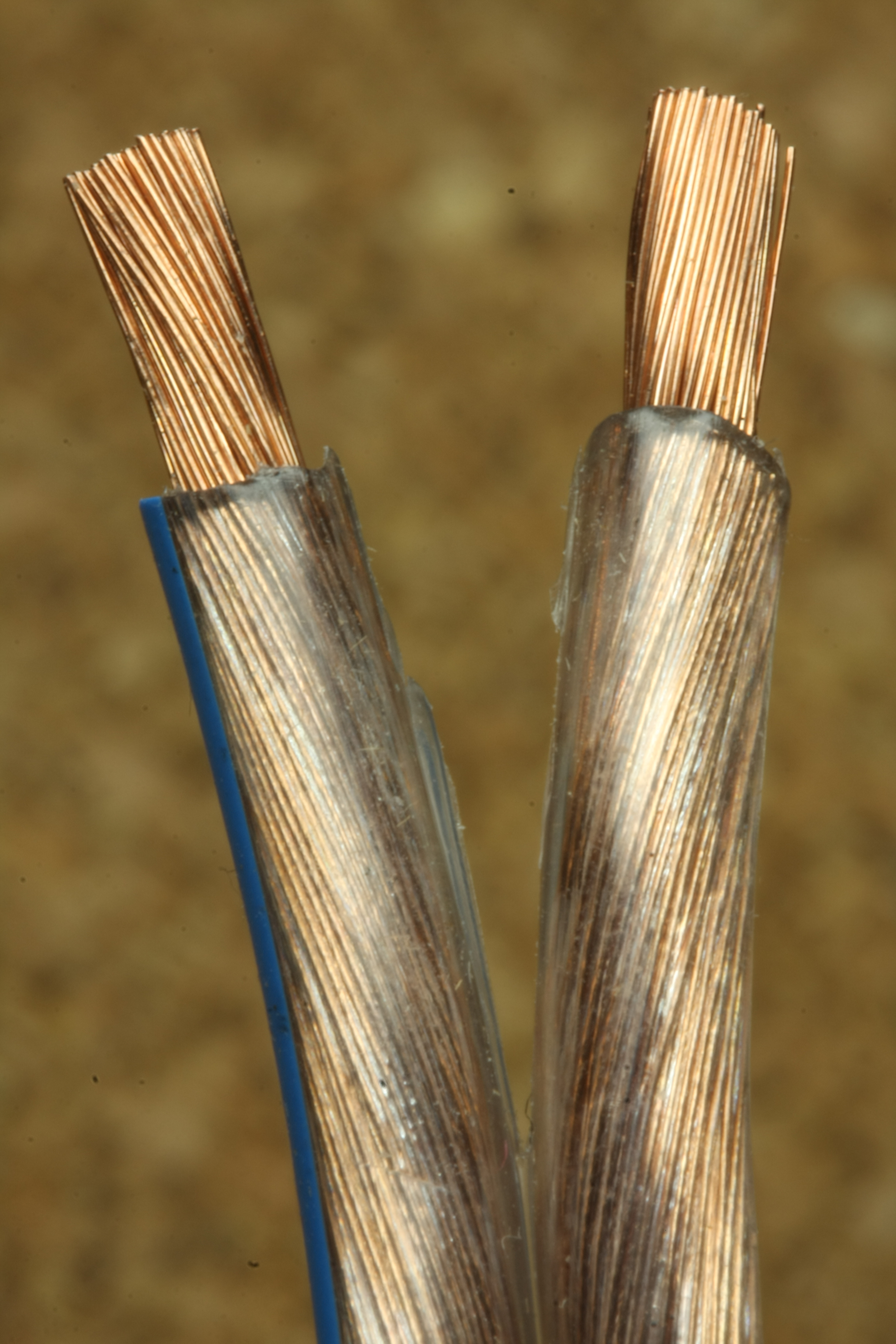
سیم مسی.

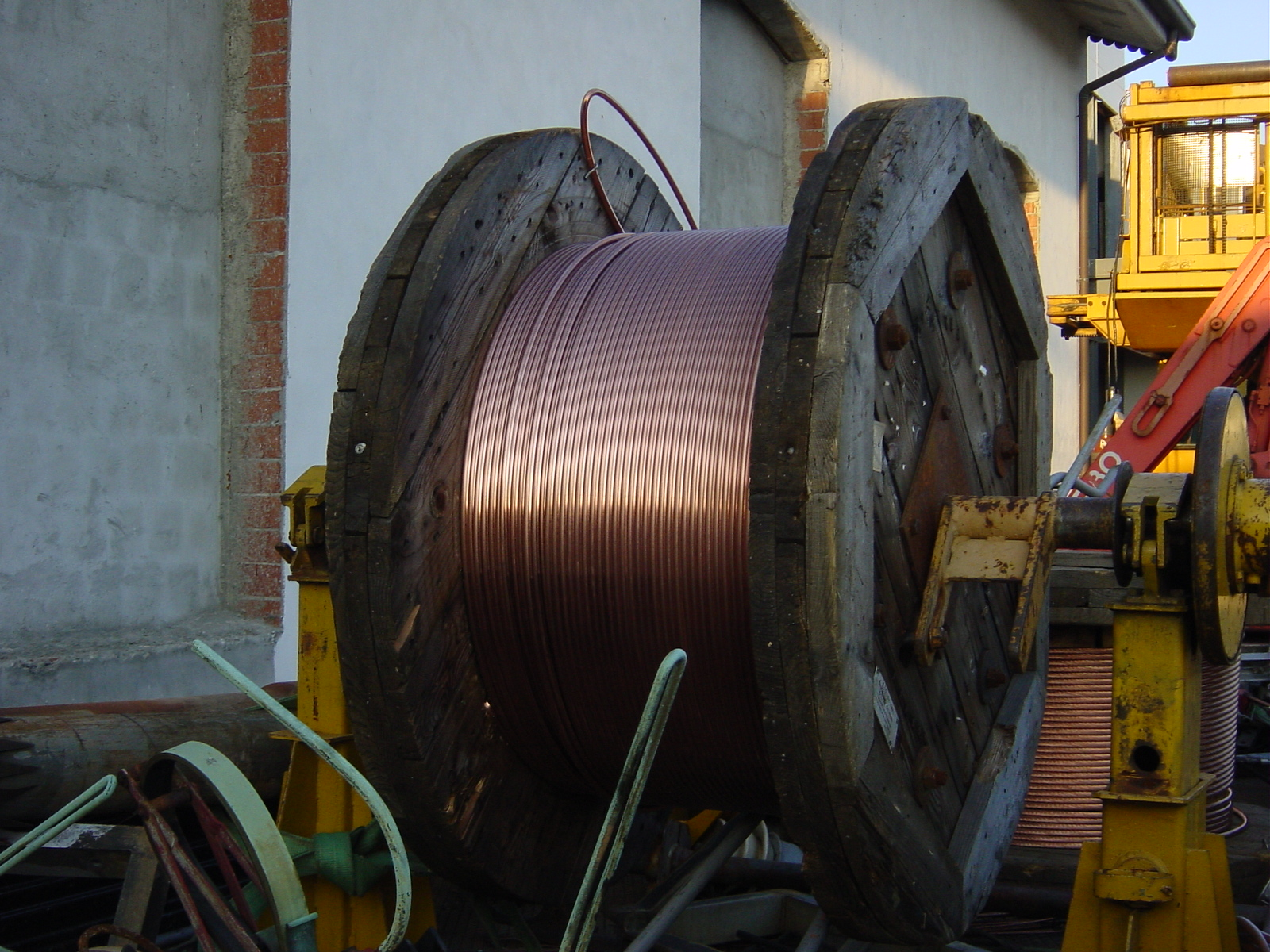
کابل مسی.

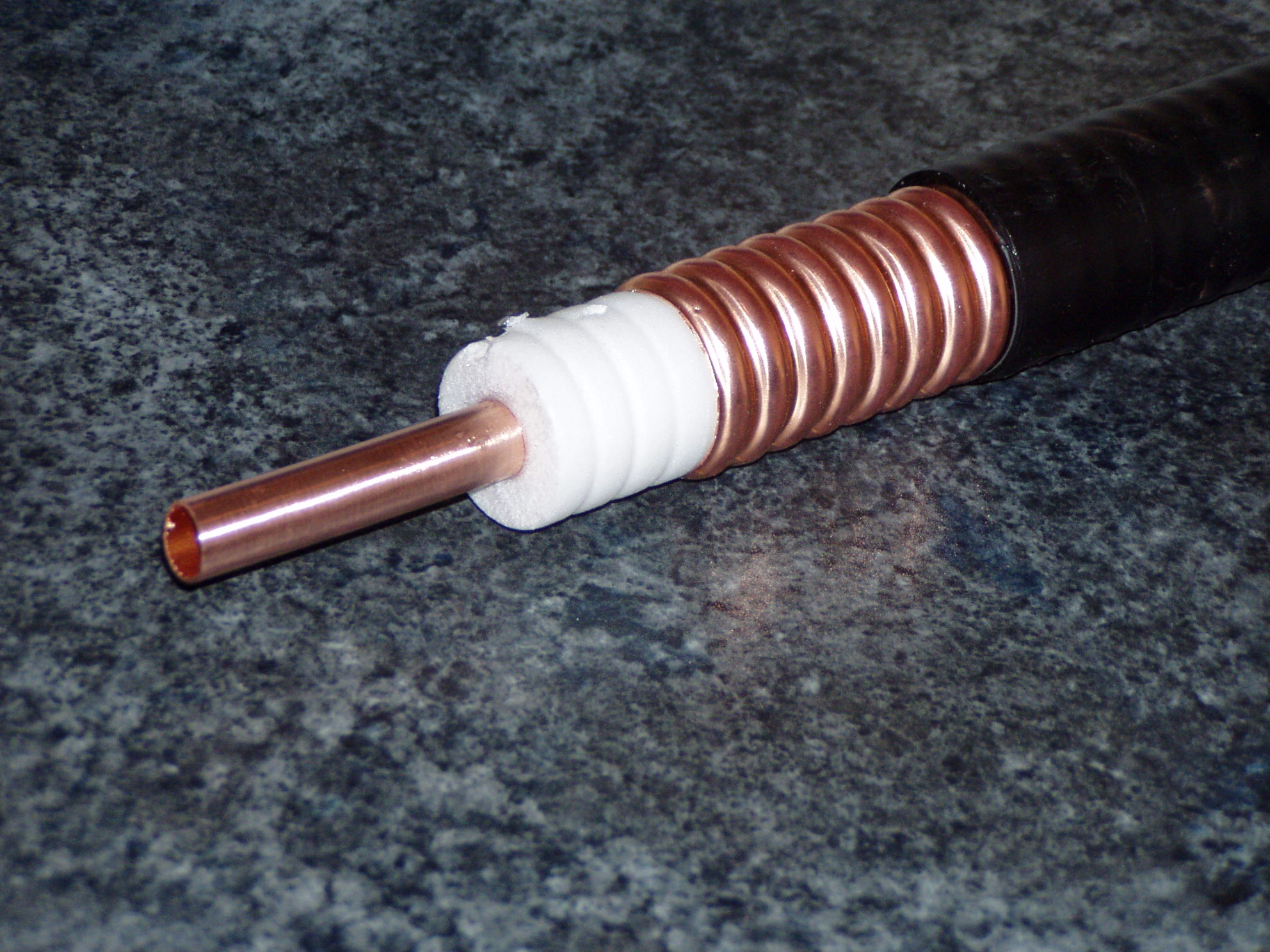
کابل کواکسیال ساخته شده از مس.

مس از زمان اختراع آهنربای الکتریکی و تلگراف از دهه ۱۸۲۰م تا کنون در سیم کشی‌ها استفاده شده‌است. اختراع تلفن در سال ۱۸۷۶ تقاضای بیشتری برای سیم مسی به عنوان یک رسانای الکتریکی ایجاد کرد.
مس رسانای الکتریکی است و در بسیاری از دسته‌های سیم کشی برق مورد استفاده قرار می‌گیرد. سیم مسی در تولید برق، انتقال قدرت، توزیع برق، مخابرات، مدار الکترونیکی و انواع بی شماری تجهیزات الکتریکی استفاده می‌شود. مس و آلیاژهای آن نیز برای ایجاد اتصالات برق استفاده می‌شوند. سیم کشی در ساختمان‌ها مهم‌ترین بازار برای صنعت مس است. تقریباً نیمی از کل مس تولید شده برای ساخت سیم‌های الکتریکی و کابل‌های سیم کشی استفاده می‌شود.

## خواص مس
رسانش الکتریکی معیاری است که نشان می‌دهد که چقدر مواد توانایی حمل بار الکتریکی دارند. این یک ویژگی ضروری در سیم کشی سیستم‌های الکتریکی است. مس دارای بالاترین میزان هدایت الکتریکی تمام فلزات غیر گرانبها است: مقاومت الکتریکی مس = 16.78 nΩ • m در ۲۰ ° C است.
البته رسانایی مس بدون اکسیژن خالص (OFE) حدود ۱ درصد بیشتر (یعنی حداقل ۱۰۱ درصد IACS) است.
نظریه فلزات در حالت جامد آنها به تعریف هدایت الکتریکی غیرمعمول مس کمک می‌کند. در یک اتم مس، ناحیه انرژی 4S یا لایهٔ ظرفیت و رسانش، نیمه پر است، بنابراین بسیاری از الکترونها قادر به حمل جریان الکتریکی هستند. وقتی یک میدان الکتریکی روی یک سیم مسی اعمال می‌شود، الکترون‌ها شتابی به سمت انتهای الکتروپازتیو می‌گیرند، بنابراین جریان ایجاد می‌شود. این الکترون‌ها در برابر برخورد با اتم‌های ناخالص، جابجایی، یون‌های شبکه و نواقص، مقاومت می‌کنند. میانگین فاصله بین برخوردها، که به عنوان " متوسط مسیر آزاد " تعریف شده‌است، به‌طور معکوس متناسب با مقاومت فلز است. آنچه در مورد مس منحصر به فرد است، طول عمر طولانی آن (حدود ۱۰۰ فاصله اتمی در دمای اتاق) است. این متوسط مسیر آزاد به محض سرد شدن مس افزایش میابد.
به علت رسانایی برتر آن، مس بازپخت شده معیار استاندارد بین‌المللی برای مقایسه با همه رساناهای الکتریکی دیگر شده‌است. در سال ۱۹۱۳، کمیته بین‌المللی الکتروتکنیک، رسانش مس خالص از لحاظ تجاری را در استاندارد بین‌المللی مس بازپخت شدهٔ خودش تعریف کرد، که طبق آن100% IACS برابر با 58.0MS/m در دمای ۲۰ ° Cاست، کاهش آن با آهنگ ۰٫۳۹۳٪ / ° C. رخ می‌دهد. از آنجا که خلوص تجاری در طول قرن گذشته بهبود یافته‌است، رساناهای مسی مورد استفاده در ساخت سیم‌ها اغلب کمی بیش از استاندارد 100% IACS هستند.
مس درجه یک مورد استفاده برای کاربردهای الکتریکی، میله الکترولیتیک سخت (ETP) مس (CW004A یا ASTM تعیین‌کننده C11040) است. این مس حداقل ۹۹٫۹۰٪ خالص و هدایت الکتریکی حداقل 101% IACS را دارد. ETP مس حاوی درصد کمی از اکسیژن (۰۲/۰ تا ۰۴/۰ درصد) است. در صورتی که مس با رسانایی بالا نیاز به جوشکاری یا لحیم کاری سخت یا استفاده در یک اتمسفر تقلیل یافته را داشته باشد، از مس بدون اکسیژن (CW008A یا ASTM نامگذاری C10100) استفاده می‌شود.
چندین فلز رسانای الکتریکی کم‌تراکم تر از مس وجود دارند، اما برای حمل جریان یکسان به مقطع عرضی بزرگتری نیاز دارند و امکان دارد در جاهایی که فضای محدود یک نیاز عمده است قابل استفاده نباشند.
آلومینیوم ۶۱ درصد رسانش مس را دارد. سطح مقطع عرضی رسانای آلومینیومی برای داشتن توانایی حمل جریان یکسان، باید ۵۶ درصد بزرگتر از مس باشد. نیاز به افزایش ضخامت سیم آلومینیومی مصرف آن در بسیاری از کاربردها را محدود کرده‌است. از جمله در موتورهای کوچک و اتوموبیل‌ها. در برخی از کاربردها مانند کابل‌های انتقال قدرت منطقه ای از مس به ندرت استفاده می‌شود
نقره، یک فلز گرانبها، تنها فلز با رسانش الکتریکی بالاتر از مس است. هدایت الکتریکی نقره ۱۰۶٪ از مس بازپخت شده در مقیاس IACS بیشتر است و مقاومت الکتریکی نقره = 15.9 nΩ • m در ۲۰ ° C است هزینه‌های بالا نقره همراه با استحکام کششی کم آن، استفاده از آن را به برنامه‌های خاص مانند آبکاری مشترک و اتصال سطوح و پوشش دادن برای هادی‌ها در کابل‌های کواکسیال با کیفیت بالا که در فرکانس‌های بالای ۳۰ مگا هرتز استفاده می‌شود، محدود کرده‌است.

### استحکام کششی

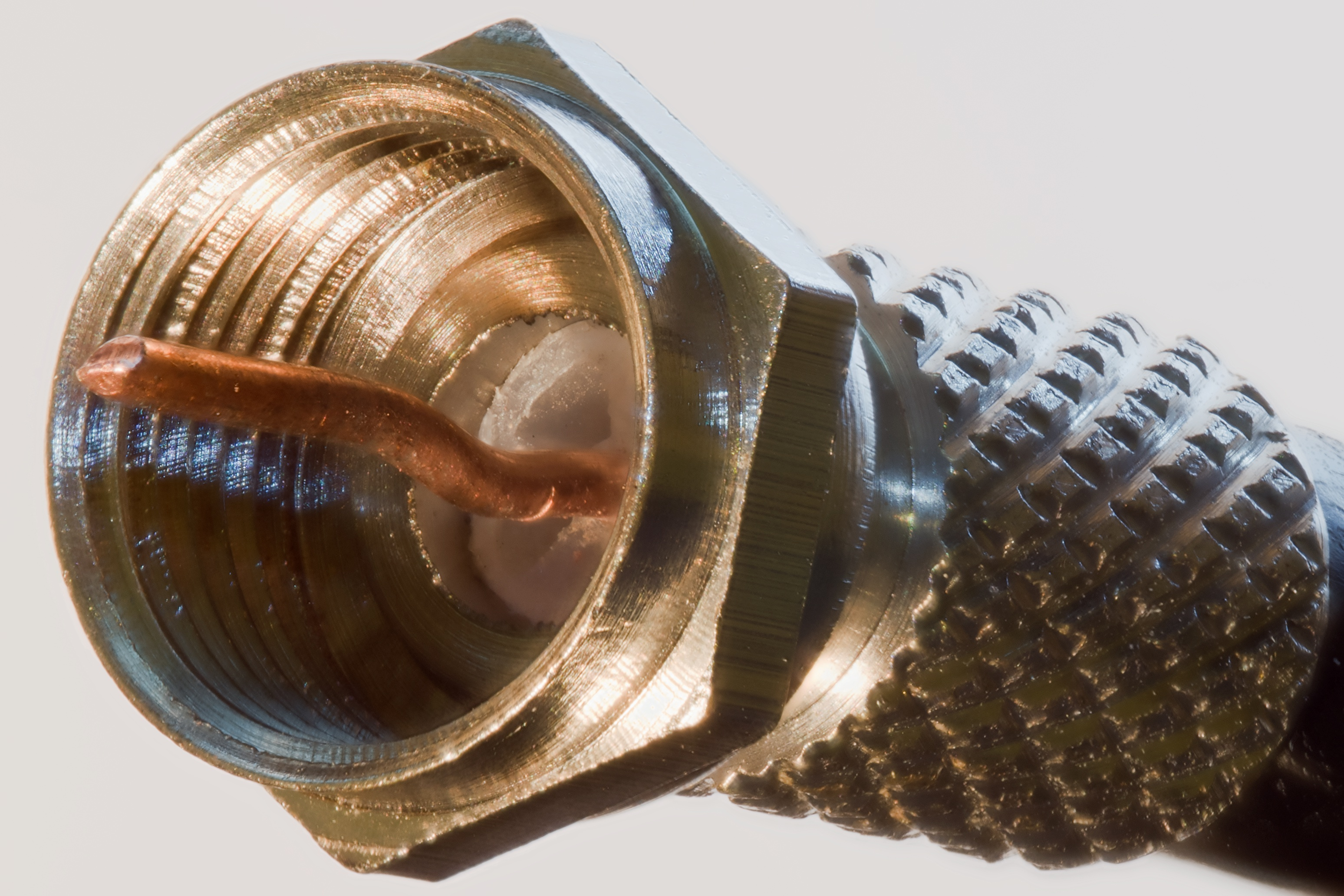
کانکتورهای F متصل به کابل‌های کواکسیال برای اتصالات تلویزیون‌های هوایی و ماهواره ای به یک تلویزیون یا مبدل دیجیتال استفاده می‌شود.

استحکام کششی نیروی مورد نیاز برای کشیدن یک جسم مانند طناب، سیم یا یک ساختار میله ای به نقطه ای است که در آن شکسته می‌شود. استحکام کششی یک ماده حداکثر مقدار استرس کششی است که می‌تواند قبل از شکستن به آن وارد شود.
بالاتر بودن استحکام کششی مس (۲۰۰–۲۵۰ نیوتن بر میلیمتر مربع برای مس بازپخته شده) در مقایسه با آلومینیوم (۱۰۰ نیوتن بر میلیمتر مربع برای آلیاژهای معمولی رسانا) یکی دیگر از دلایلی است که مس به‌طور گسترده‌ای در صنایع ساختمانی مورد استفاده قرار می‌گیرد. استحکام بالای مس مقاوم بودن در برابر کشش، گردن، خزش، خراشیدگی و شکسته شدن، از خراب شدن و ازکارافتادن حین کار جلوگیری می‌کند. در رساناهای معادل در توانایی حمل جریان، مس خیلی از آلومینیوم سنگین تر است بنابراین استحکام کششی زیاد این سنگین تر بودن را جبران و توجیه می‌کند.

### ترکیب قدرت و انعطاف‌پذیری
انعطاف‌پذیری توانایی یک ماده برای تغییر شکل تحت تنش کششی است. این اغلب به وسیله توانایی مواد به سیم متصل می‌شود. انعطاف‌پذیری در فلزکاری بسیار مهم است زیرا موادی که در اثر استرس شکسته یا خراب می‌شوند نمی‌توانند چکش کاری، نورد یا کشش مفتولی شوند (کشش مفتولی یک روند است که از نیروهای کششی برای کشش فلز استفاده می‌کند).
مس دارای قابلیت انعطاف‌پذیری بیشتری نسبت به سایر فلزات به به استثنای طلا و نقره دارد. به علت قابلیت انعطاف‌پذیری بالای مس، به راحتی می‌توان آن را با کشش مفتولی به قطر مطلوب با خطای بسیار کم رساند.
معمولاً، هرچه فلز قوی تر باشد، انعطاف‌پذیری آن کمتر است. خوشبختانه این ویژگی برای مس صادق نیست ترکیبی منحصر به فرد از استحکام بالا و انعطاف‌پذیری بالا، مس را برای سیم کشی سیستم‌ها ایده‌آل ساخته‌است. برای مثال، در جعبه‌های تقسیم و در ترمینال‌ها، مس می‌تواند خم، پیچ خورده و بدون کشش یا شکستن کشیده شود.

### مقاومت خزش
خزش، تغییر شکل تدریجی یک ماده بر اثر انبساط و انقباض‌های مداوم در شرایط زیر «بار، بدون بار» است. این فرایند اثرات نامطلوبی بر سیستم‌های الکتریکی دارد: پایانه‌ها براثر آن می‌توانند سست شوند و از بین بروند، باعث ایجاد گرما در اتصالات می‌شود یا قوس‌های خطرناکی ایجاد می‌کند.
مس دارای ویژگی‌های خزش فوق‌العاده ای است که موجب می‌شود که از بین رفتن اتصالات به کمترین مقدار برسد. برای دیگر رساناهای فلزی که خزش داده می‌شوند، تعمیرات اضافی لازم است تا از محکم بودن پیچ‌ها در سر جایشان مطمئن شده و ازگرمای بیش از حد و قوس‌های الکتریکی جلوگیری شود

### مقاومت در برابر خوردگی
خوردگی، تضعیف ناخواسته و در هم شکستن یک ماده به علت واکنش‌های شیمیایی است. مس به‌طور کلی در مقابل خوردگی رطوبت، هوای شرجی، آلودگی صنعتی و سایر موارد جوی مقاوم است. با این حال، هر گونه اکسید خوردگی، کلرید و سولفیدها که بر روی مس شکل می‌گیرند، تا حدودی مساعد هستند.
در بسیاری از شرایط کاربردی، مس در سری‌های گالوانیکی بالاتر از سایر فلزات ساختاری معمول است، یعنی در مقایسه با سایر فلزات، سیم مسی در صورت خیس شدن کمتر در معرض خوردگی قرار می‌گیرد. به هر حال، هر فلز آنودیک در تماس با مس تا جایی که ممکن است، محافظ مس شده و به جای مس دچار خوردگی خواهد شد.

### ضریب انبساط حرارتی
فلزات و دیگر مواد جامد پس از حرارت دیدن دچار انبساط شده و با سرد شدن دچار انقباض می‌شوند. این یک اتفاق نامطلوب در سیستم‌های الکتریکی است. مس به عنوان یک ماده الکتریکی ضریب انبساط حرارتی کوچکی دارد. آلومینیوم، یک رسانای معمولی جایگزین، با افزایش دمای یکسان تقریباً یک سوم بیشتر از مس انبساط پیدا می‌کند. این بیشتر بودن درجهٔ انبساط، همراه با انعطاف‌پذیری کمتر آلومینیوم، زمانی که که اتصالات پیچ و مهره به درستی نصب نشده باشندمی تواند باعث ایجاد مشکلات الکتریکی شود. با استفاده از سخت‌افزار مناسب، مانند اتصالات spring pressure و واشرهای فشرده یا تقسیم شده در مفصل، شاید بتوان کیفیت اتصالات آلومینیومی را نسبت به اتصالات مسی قابل مقایسه کرد.

### رسانش حرارتی
رسانش حرارتی توانایی یک ماده برای هدایت گرما است. در سیستم‌های الکتریکی، رسانش حرارتی بالا برای تخلیه گرمای اضافی، به ویژه در اتصالات و پایانه‌ها مهم است. مس ۶۰٪ سرعت رسانش حرارتی بیشتری نسبت به آلومینیم دارد. بنابراین بهتر می‌تواند نقاط داغ حرارتی در سیستم‌های سیم کشی شدهٔ الکتریکیرا کاهش دهد.

### قابلیت لحیم کاری
لحیم کاری فرایندی است که در آن دو یا چند فلز طی یک فرایند حرارتی به هم متصل می‌شوند. این یک ویژگی مطلوب در سیستم‌های الکتریکی است. مس در صورت لزوم می‌تواند به راحتی برای اتصال‌های با دوام لحیم شود.

### سهولت نصب
استحکام ، سختی و انعطاف‌پذیری مس با استفاده از آن را بسیار آسان کرده‌است. سیم کشی مسی را می‌توان به سادگی و به راحتی بدون ابزار خاص، واشر، پیچ و مهره، یا ترکیبات مشترک نصب شده انجام داد. انعطاف‌پذیری آن اتصال را آسان می‌کند ب، در حالی که سختی آن کمک می‌کند تا در آن محل، اتصال مطمئنی داشته باشیم. سیم مسی دارای استحکام خوبی برای کشیدن سیم در داخل مسیرهای باریک و ("کشش")، از جمله لوله‌ها است. می‌تواند به راحتی خم شده یا پیچ بخورد بدون آن که بشکند. می‌تواند در هنگام نصب و استفاده به خوبی و بدون هیچ تهدیدی مثل شکستن یا دندانه ای شدن به کار برود و برای اتصال در پایانه‌ها به خوبی بریده شود؛ و می‌تواند بدون استفاده از ابزار ویژه و اتصالات خاص وصل شود. ترکیبی از همه این عوامل باعث می‌شود که برقکاران به راحتی بتوانند سیم‌های مسی را نصب کنند.

## انواع

### تک رشته‌ای و چند رشته‌ای

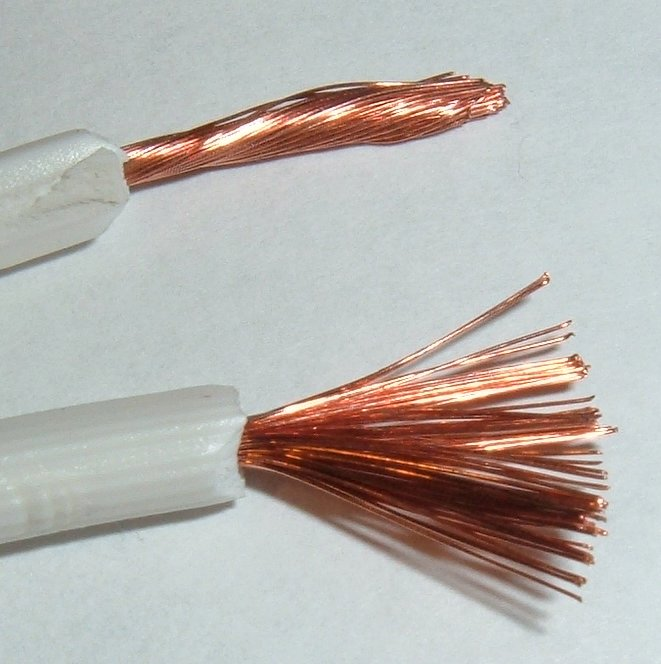
کابل مسی چند رشته‌ای لامپ، سایز ۱۶

سیم تک رشته‌ای متشکل از یک رشته سیم مسی فلزی، لخت یا محصور در یک عایق است. سیمهای مسی تک رشته معمولاً به عنوان سیم مغناطیسی (در ایران معروف به سیم لاکی است) در موتور و ترانسفورماتور استفاده می‌شوند. آنها نسبتاً سفت و سخت هستند، به راحتی خم نمی‌شوند و به‌طور معمول برای کارهای دائمی نصب شده، اغلب دستکاری شده در سیستم‌های کم انعطاف کاربرد دارند.
سیم مسی چند رشته‌ای دارای گروهی از سیمهای مس بافته شده یا پیچیده شده به هم است. سیم مسی چند رشته‌ای انعطاف‌پذیر تر و راحت تر از یک سیم بزرگ یک رشته‌ای با مقطع یکسان نصب می‌شود. انشعابات عمر سیم را در برنامه‌های دارای ارتعاش زیاد بهبود می‌بخشد. یک سیم مسی چند رشته‌ای، با یک سیم مسی تک رشته‌ای با سطح مقطع یکسان مقاومت مشابه و برابری دارد، اما با انعطاف‌پذیری آن بیشتر است.
یک کابل مسی شامل دو یا چند سیم مسی است که در کنار هم قرار می‌گیرند و به یکدیگر متصل می‌شوند و پیچیده می‌شوند یا به یکدیگر چسبیده شده و سیم واحدی را تشکیل داده‌اند. کابل‌های برق را می‌توان با استفاده از سیم‌های مسی چند رشته‌ای انعطاف پذیرتر کرد.
سیمهای مسی در یک کابل ممکن است لخت باشند یا ممکن است به منظور کاهش اکسیداسیون با یک لایه نازک از فلز دیگر، اغلب قلع، اما گاهی اوقات طلا یا نقره، پوشیده شوند. پختن ممکن است طول عمر سیم را افزایش دهد و باعث می‌شود لحیم کاری آسان‌تر شود. جفت‌های پیچیده و کابل‌های کواکسیال برای جلوگیری از تداخل الکترومغناطیسی، جلوگیری از تابش سیگنال‌ها و ارائه خطوط انتقال با ویژگی‌های تعریف شده طراحی شده‌اند. کابل‌های محافظ دار در فویل یا مش سیم قرار می‌گیرند.

## کاربردها
مس پودر الکترولیتیک (ETP)، یک مس با خلوص بالا و حاوی اکسیژن به عنوان عامل آلیاژ، بیشترین کاربرد در برنامه‌های الکتریکی را دارد چرا که به علت رسانایی الکتریکی بالا و بازپخت آن باعث بهبود می‌شود. ETP مس برای انتقال قدرت، توزیع برق و ارتباطات مخابراتی استفاده می‌شود. کاربردهای رایج عبارتند از ساخت سیم، سیم پیچ موتور، کابل برق، و شینه. مس بدون اکسیژن برای مقاوم بودن در برابر تردی هیدروژن استفاده می‌شود زمانی که مقدار زیادی از کارهای سرد مورد نیاز است و در کاربردهایی که نیاز به انعطاف‌پذیری بالایی دارند (به عنوان مثال، کابل ارتباطی). وقتی که تردی هیدروژن یک نگرانی است و مقاومت الکتریکی کم لازم نیست، فسفر ممکن است به مس اضافه شود.
برای کاربردهای خاص، به جای مس خالص، آلیاژهای رسانای مس به کار می‌روند، به ویژه هنگامی که نیاز به نقاط قوت بالاتر یا بهبود ساییدگی و مقاومت در برابر خوردگی وجود داشته باشد. با این حال، نسبت به مس خالص، مزایای استحکام و مقاومت در برابر خوردگی که توسط آلیاژهای مس ارائه می‌شود، با رسانایی الکتریکی کمتر آنها جبران می‌شوند. مهندسان طراحی، مزایا و معایب انواع مختلفی از رساناهای مسی و آلیاژهای مسی را در هنگام تعیین نوع مشخصه برای کاربردهای الکتریکی خاص، برآورد می‌کنند. یک نمونه از یک رسانای آلیاژ مس، سیم مس کادمیوم است که برای برق رسانی راه‌آهن در شمال آمریکا مورد استفاده قرار می‌گیرد. در بریتانیا، BPO (بعداً پست اداری مخابرات) از خطوط هوایی کادمیوم مس با کادمیوم ۱٪ برای استحکام بیشتر استفاده کرد. برای خطوط محلی ۴۰ لیبی / مایل (1.3 mm dia) و برای خطوط تلفنی ۷۰ لیبی / مایل (1.7 mm dia)
بعضی از بازارهای اصلی کاربردی برای رساناهای مسی در زیر خلاصه شده‌اند.

### سیم کشی الکتریکی

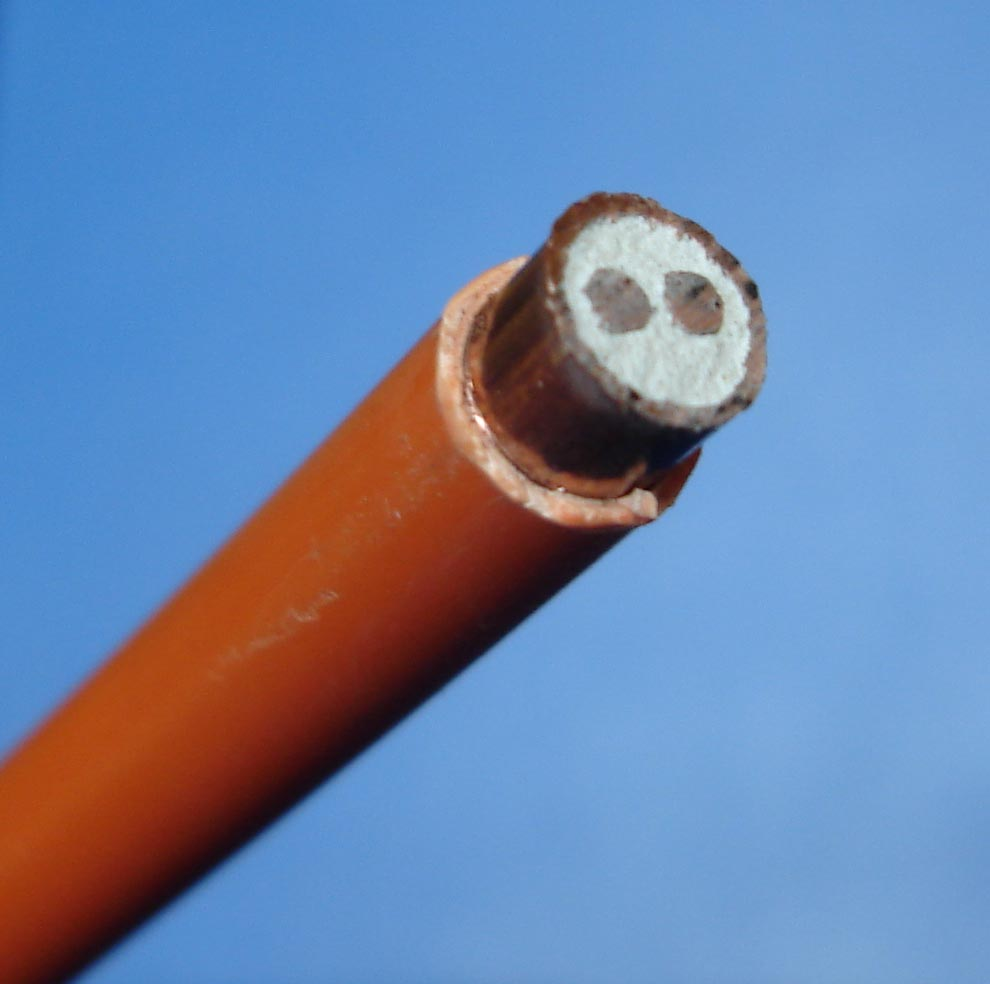
کابل مسی عایق بندی شده با مواد معدنی(pyro).

سیم کشی برق توزیع برق در ساختمان‌های مسکونی، تجاری یا صنعتی، خانه‌های همراه، وسایل نقلیه تفریحی، قایق‌ها و پست‌های برق در ولتاژهای تا ۶۰۰ ولت است. ضخامت سیم بر اساس الزامات جریان الکتریکی در ارتباط با دمای عملیاتی ایمن است. سیم تک رشته‌ای برای قطرهای کوچکتر استفاده می‌شود. در قطرهای ضخیم‌تر از سیم چند رشته‌ای برای انعطاف‌پذیری بیشتر استفاده می‌شود. انواع هادی شامل کابل‌های مقاوم در برابر خوردگی غیر فلزی / غیر فلزی (دو یا چند سیم عایق شده با غلاف بیرونی غیر فلزی)، زره پوش یا کابل BX (کابل‌ها توسط محوطه فلزی انعطاف‌پذیر احاطه شده)، کابل فلزی پوشاننده، کابل فیدر زیرزمینی، کابل TC، کابل مقاوم در برابر آتش، و کابل‌های عایق شده از مواد معدنی، از جمله کابل مسی پوششی مس. مس معمولاً برای ساخت سیم به دلیل رسانش، استحکام و قابل اطمینان بودن آن استفاده می‌شود. از لحاظ طول عمر یک سیستم سیمکشی شده، مس از لحاظ اقتصادی نیز به صرفه است.
مس مورد استفاده در ساخت سیم دارای رتبه رسانش 100% IACS یا بهتر از آن است. سیم مسی ساختمانی نیاز به عایق کمتری دارد و می‌تواند در کانال‌های کوچکتر نصب شود و در مواقعی که رسانش کمتری مورد نیاز است استفاده می‌شود. همچنین، نسبت به فلزات دیگر با رسانش کمتر، سیم مسی بیشتری می‌تواند در یک مجرای یکسان جای گیرد. این بیشتر «پرشدن با سیم» هنگامی که یک سیستم دوباره سیمکشی شده یا انبساط یافته‌است یک مزیت ویژه به‌شمار می‌رود.
سیم مسی ساختمانی با برنج و پیچ‌های پوشش داده شده با کیفیت سازگار است. چنین سیمی اتصالی را فراهم می‌کند که مورد خوردگی و خزش قرار نمی‌گیرد. با این حال، با سیم یا اتصالات آلومینیومی سازگار نیست. اگر دو فلز به هم متصل شوند، ممکن است یک واکنش گالوانیک رخ دهد. خوردگی آندی در طی واکنش می‌تواند آلومینیوم را متلاشی کند. به همین دلیل است که اکثر تولیدکنندگان لوازم خانگی و الکتریکی از سیم‌های سرب مس برای اتصال به سیستم‌های سیم کشی شدهٔ ساختمان استفاده می‌کنند.

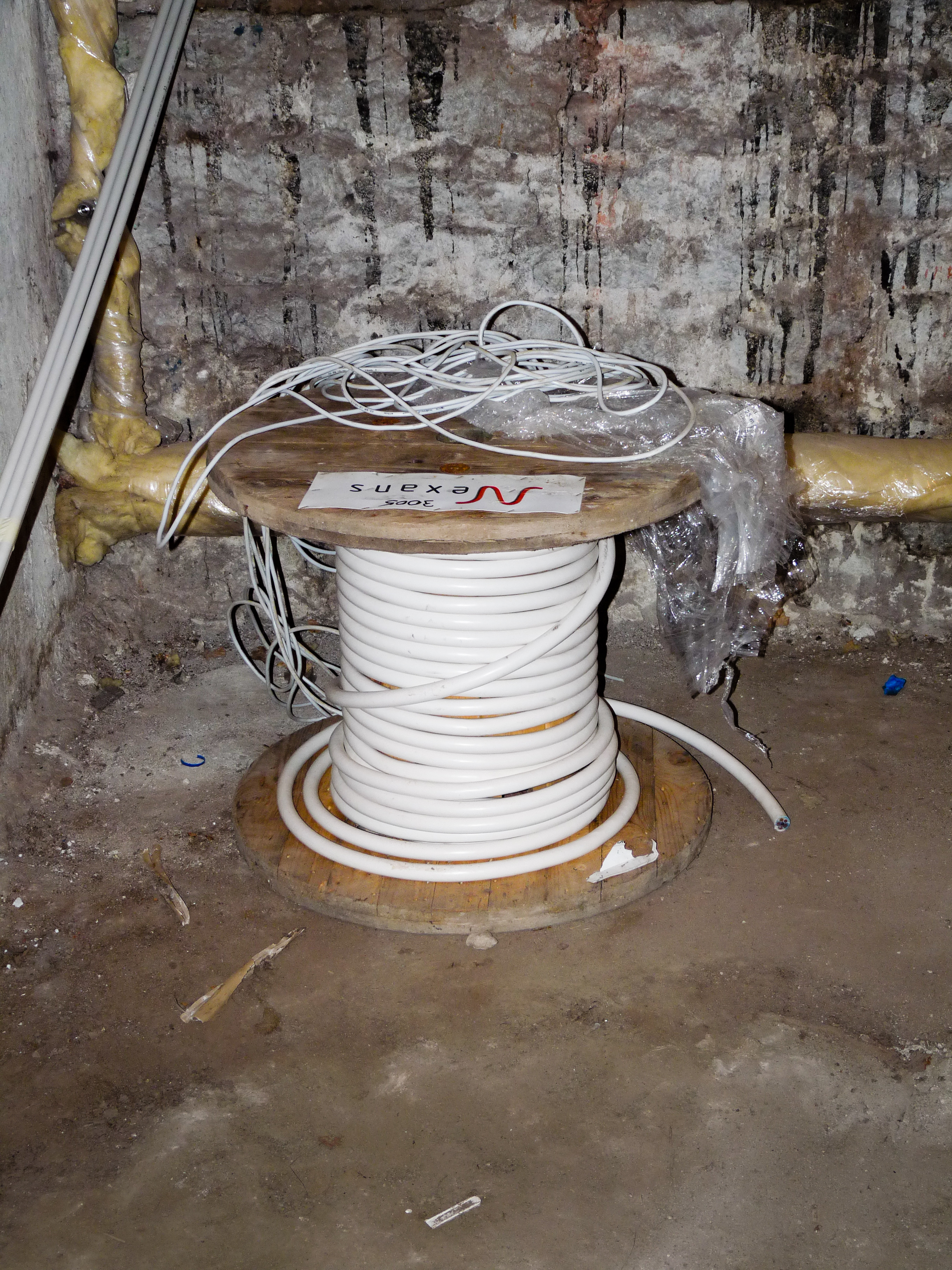
کابل برق 5G16 (۵ سیم، سبز زرد زمین، ۱۶ میلی‌متر مربع.

سیم کشی ساختمان «تمام مس» به ساختمان‌هایی گفته می‌شود که در آن خدمات برق داخلی منحصراً سیم کشی مسی شده باشد. در خانه‌های تمام مس، هادی‌های مس در پانل‌های قطع کننده مدار، سیم کشی انشعابات مدار (مثلاً به خروجی‌ها، سوئیچ‌ها، وسایل روشنایی و غیره) و در شاخه‌های اختصاص داده شده در خدمت وسایل سنگین بار (مانند محدوده، اجاق، خشک کن لباس و تهویه مطبوع) استفاده می‌شوند.
تلاش برای جایگزینی مس با آلومینیوم در ساخت سیم زمانی که متوجه شدند که اتصالات آلومینیومی به علت خزش آهسته ذاتیشان، و ترکیب شدن آلومینیوم با اکسیژن در دمای بالای به وجود آمده در پی مقاومت زیاد آن که در نهایت منجر از بین رفتن آن‌ها می‌شود در اکثر کشورها کاهش یافت. اتصال با Spring-load به‌طور عمده این مشکل را با هادی‌های آلومینیومی در ساخت سیم حل می‌کند، اما برخی از قوانین ساختمان هنوز استفاده از آلومینیوم را ممنوع کرده‌است.
برای اندازه شاخه مدار، تقریباً تمام سیمهای اصلی برای چراغ‌ها، خروجی‌ها و سوئیچ‌ها از مس ساخته شده‌اند. بازار سیم آلومینیوم امروزه عمدتاً محدود به اندازه‌های بزرگتر مورد استفاده در مدارهای تغذیه می‌باشد.
کدهای سیم کشی برق، جریان مجاز عبوری از کابل را مشخص می‌کنند. جریان نامی یک هادی بستگی به اندازه، حداکثر دمای مجاز و محیط عملیاتی هادی دارد. هادی‌های مورد استفاده در مناطقی که در آن هوا سرد است و در اطراف سیمها آزاد است، به‌طور کلی می‌توانند جریان بیشتری را از خود عبور دهندنسبت به هادی‌های کوچک که در یک کانال زیرزمینی قرار دارد و بسیاری از کانالهای مشابه در مجاورت آن قرار دارند. ارزیابی درجه حرارت عملیاتی از عایق‌های مس سر عمدتاً به دلیل محدودیت‌های مواد عایق یا درجه حرارت از تجهیزات متصل ناشی می‌شود

### سیم کشی ارتباطات

#### کابل جفت پیچ خورده
کابل کشی پیچ خورده محبوب‌ترین کابل شبکه است و اغلب در شبکه‌های داده برای اتصال کوتاه و متوسط (تا ۱۰۰ متر یا ۳۲۸ فوت) استفاده می‌شود. استفاده از این کابل در مقایسه با استفاده از فیبر نوری یا کابل کواکسیال دارای قیمت کمتری می‌باشد.
کابل‌های تلفن به‌طور معمول از کابل جفت پیچ خورده بدون محافظ ساخته می‌شوند. دراواخر قرن بیستم، کابل‌های جفت پیچ خورده بیشترین استفاده را در کابل‌های شبکه کامپیوتر داشتند. مخصوصاً در پچ کابل‌ها یا اتصالات موقت شبکه. استفاده از این کابل‌ها در تجهیزات ویدیویی، در درجه اول: دوربین‌های امنیتی رو به افزایش است.
کابل‌های UTP پلاسمایی که در بالای سقف و دیواره‌های داخلی قرار می‌گیرند، از یک هسته مس جامد برای هر هادی استفاده می‌کنند که باعث می‌شود کابل در صورت خم شدن شکل خود را حفظ کند. کابل‌های پچ، که کامپیوتر را به صفحات دیواری متصل می‌کنند، از سیم مسی و رشته‌ای استفاده می‌کنند، چون که بایستی انعطاف‌پذیری خود را در زمان طول عمر خود حفظ کنند.
کابل‌های جفت پیچ خورده(UTP) بهترین نوع خط‌های متعادل سیمی موجود می‌باشند. با استفاده از آن‌ها نیز نسبت به بقیه آسان‌تر است. در مواقعی که امنیت و عدم تداخل مهم است، کابل محافظ یا فیبر نوری اغلب در نظر گرفته می‌شود.
کابل‌های جفت پیچ خورده شامل: نوع سه کابل، که حداقل کابل لازم برای اتصالات تلفن می‌باشد. نوع پنج کابل، کابل ۱۰۰ مگا هرتز هر جفت پیشرفته که به عنوان کابل‌های اترنت استفاده می‌شوند. نوع شش کابل، جایی که هر جفت ۲۵۰مگا هرتز می‌باشد برای بهبود کابل‌های اترنت.

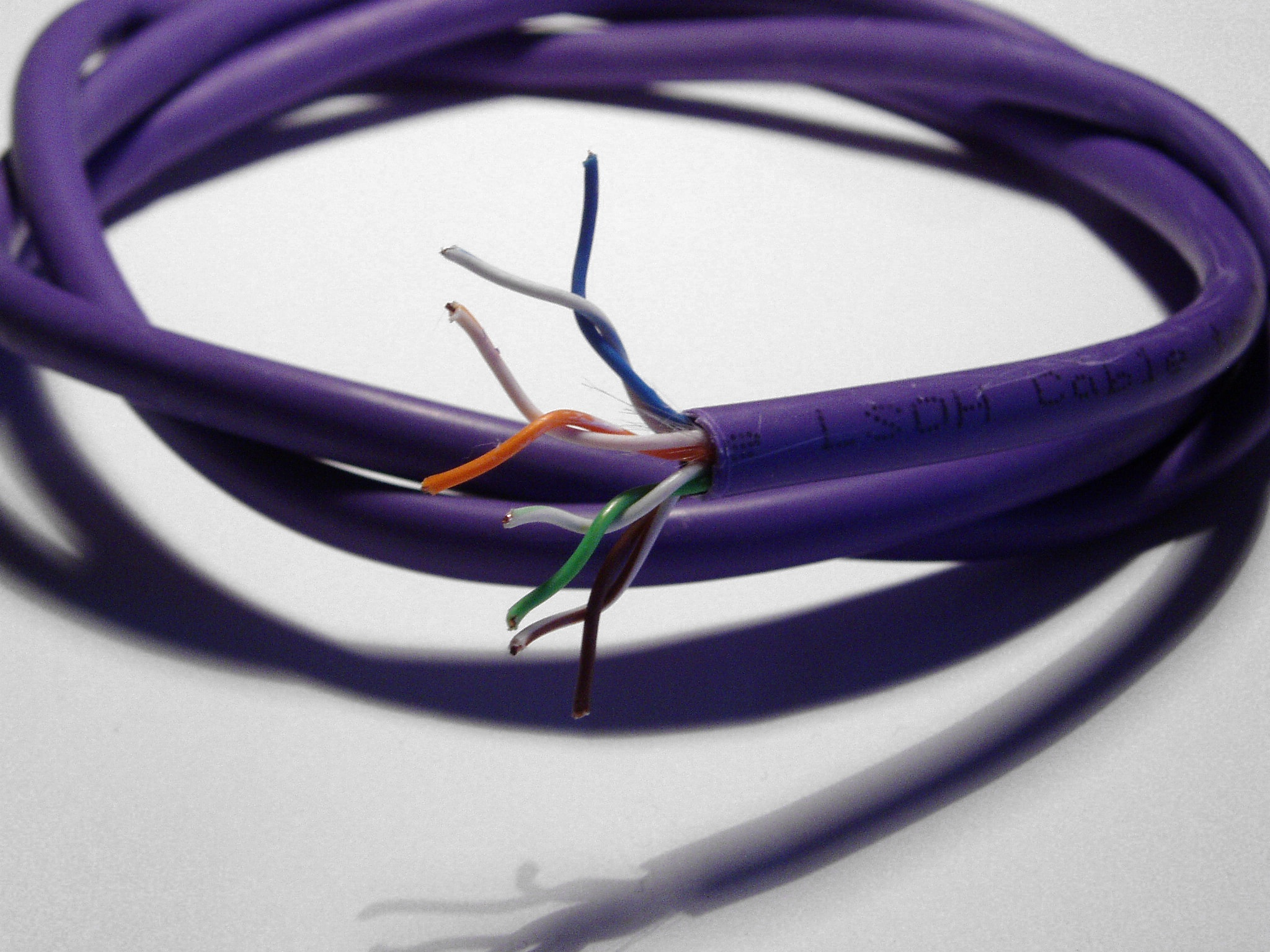
کابل اترنت Cat5e، نشان دهنده جفت‌های پیچ خورده سیم مسی است.

در کابل‌های شبکه‌های جفت پیچ خورده مسی، صدور تاییدیه برای این کابل‌ها از طریق یک سری کامل آزمایش‌ها مطابق با استاندارد صنعت ارتباطات مخابراتی (TIA) یا استاندارد بین‌المللی سازمان استاندارد (ISO) انجام می‌شود.

#### کابل کواکسیال
کابل‌های کواکسیال به‌طور گسترده در سیستم‌های کامپیوتری اصلی مورد استفاده قرار می‌گیرند و اولین نوع کابل اصلی مورد استفاده برای شبکه‌های محلی (LAN) بودند. کاربردهای معمول کابل کواکسیال شامل شبکه کامپیوتری (اینترنت) ابزار دقیق ارتباط، پخش ویدئو و CATV ، انتقال RF و مایکروویو، و خطوط تغذیه ای است که فرستنده‌های رادیویی و گیرنده را با آنتن‌های خود متصل می کنند.

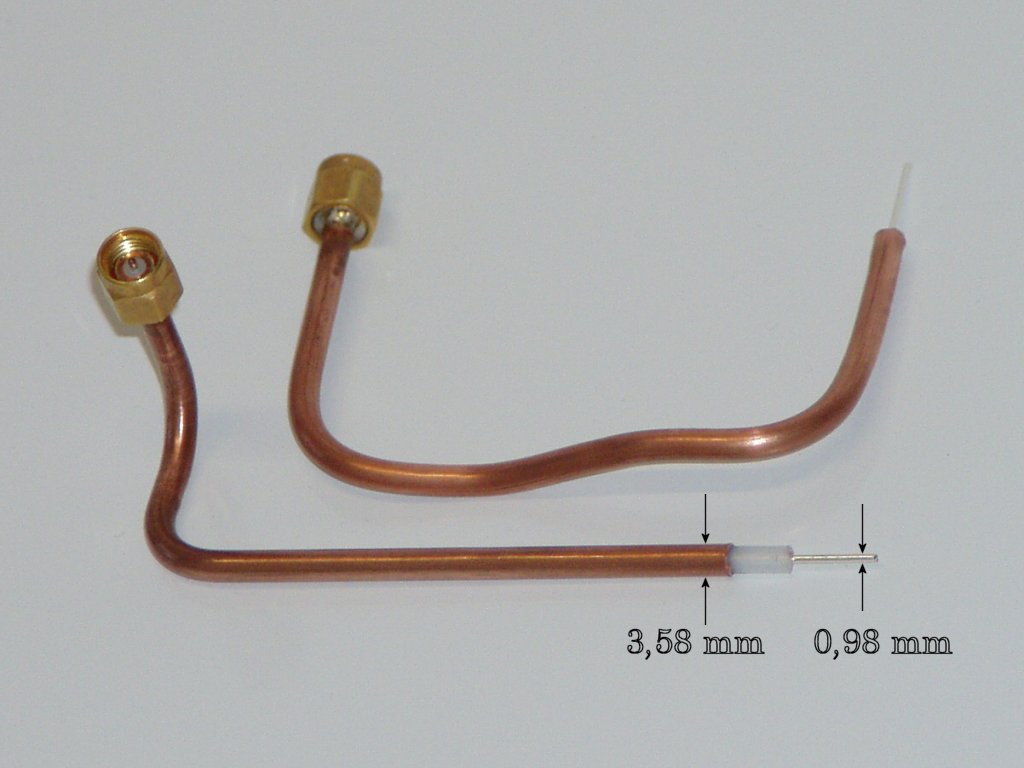
کابل کواکسیال نیمه سخت برای انتقال مایکروویو

با اینکه کابل‌های کواکسیال می‌توانند مسافت‌های طولانی‌تر و حفاظت بهتری نسبت به کابل‌های جفت پیچ خورده داشته باشند، اما کار کردن با این کابل‌ها دشوار است، مخصوصاً سیم کشی از اتاق‌ها به قفسه سیم کشی. به همین خاطر امروزه بیشتر از کابل‌های ارزان‌تر مثل کابل‌های جفت پیچ خورده یا فیبر نوری در ظرفیت بالاتری نسبت به این نوع کابل‌ها استفاده می‌شود.
مروزه، بسیاری از کمپانی‌های سازنده کابل تلویزون از کابل‌های کواکسیال برای داخل خانه استفاده می‌کنند. با این حال، این کابل‌ها به‌طور فزاینده ای به یک سیستم ارتباطی داده‌های فیبر نوری خارج از خانه متصل می‌شوند. بسیاری از سیستم‌های مدیریت ساختمان از کابل کشی اختصاصی استفاده می‌کنند. مانند سیستم‌های بندگو/صوتی. نظارت بر امینت و سیستم‌های ورودی هنوز هم اغلب نیاز به کابل مسی دارد. اگرچه کابل‌های فیبر نوری هم استفاده می‌شوند.

#### سیم کشی ساخت یافته
اکثر خطوط تلفن می‌توانند به‌طور همزمان صدای و داده‌ها را به اشتراک بگذارند. سیم کشی چهار سیمه تلفن در خانه‌ها قادر به تأمین نیازهای ارتباطی برای چندین خط تلفن، سرویس اینترنت، ارتباطات تصویری،انتقال داده، دستگاه‌های فکس و خدمات امنیتی نیست. تداخل، تداخل استاتیک، سیگنال‌های غیرقابل شنفتن و قطع شدن ارتباط از مشکلات رایج سیم کشی قدیمی می‌باشند. کامپیوترهای متصل به شبکه، با روش سیم کشی قدیمی، اغلب عملکرد اینترنت ضعیف را تجربه می‌کنند.
" سیم کشی ساخت یافته " یک اصطلاح کلی در سیم کشی محلی در قرن بیست و یکم می‌باشد؛ که از آن در سیم کشی محلی برای تلفن با ظرفیت‌های بالا، ویدیو، سیستم انتقال داده، امنیت،کنترل و سیستم‌های سرگرمی استفاده می‌شود. تأسیسات آن شامل یک پانل توزیع مرکزی می‌باشد که در آن همه اتصالات ساخته شده‌اند از قبیل :اتصالات اختصاصی برای تلفن، داده‌ها، تلویزیون‌ها و جک‌های صوتی.
سیم کشی ساخت یافته کامپیوترها را قادر می‌سازد تا با یکدیگر بدون خطا و با سرعت بالا ارتباط برقرار کنند در حالیکه بسیار مقاومند در برابر تداخل در منابع مختلف برق مانند لوازم خانگی و سیگنال‌های ارتباطی خارجی. رایانه‌های شبکه قادر به اشتراک همزمان سرعت اینترنت با سرعت بالا می‌باشند. سیم کشی ساخت یافته همچنین می‌تواند کامپیوترها را پرینتر، اسکنر، تلفن، دستگاه فکس، و حتی سیستم‌های امنیتی خانگی و تجهیزات سرگرمی خانگی متصل کند.

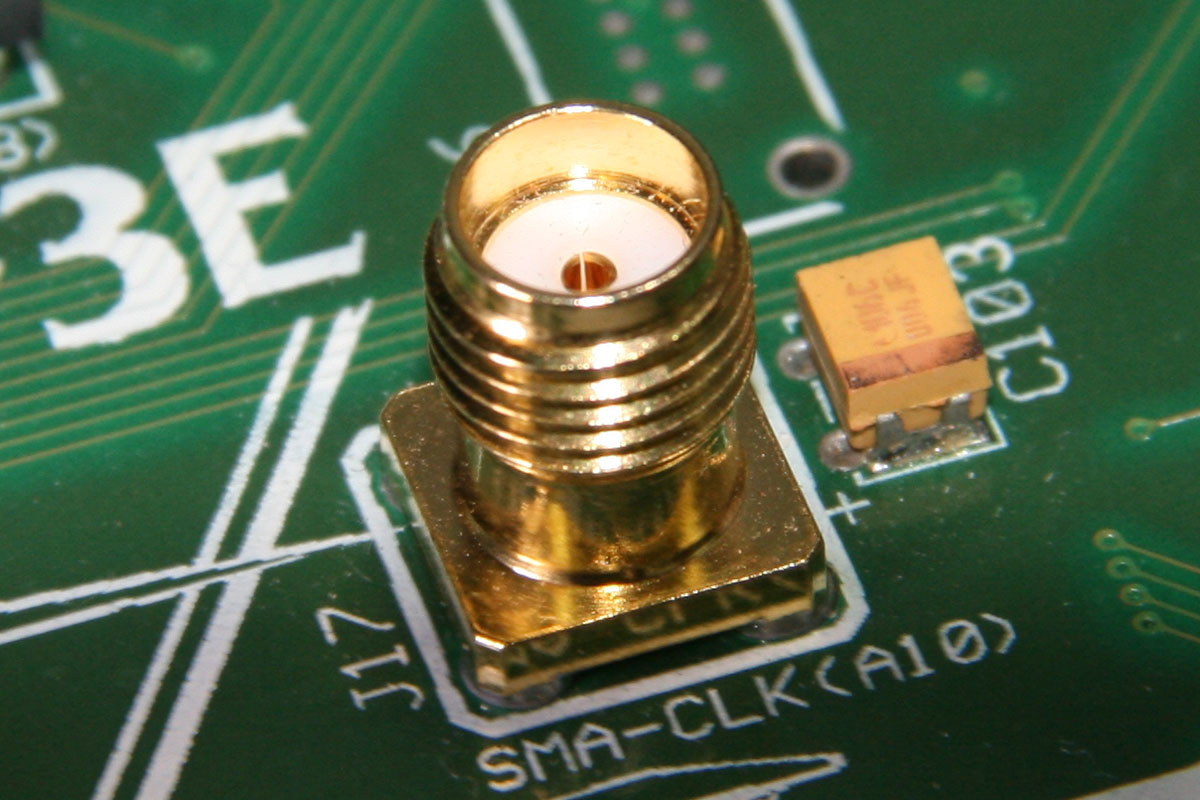
اتصال سوکت مادگی برای کابل کواکسیال.

کابل کواکسیال RG-6 دارای محافظ چهارگانه می‌تواند همزمان تعداد زیادی کانال تلویزیونی را حمل کند. الگوی سیم کشی ستاره، جایی که سیم کشی به هر جک به یک دستگاه توزیع مرکزی گسترش می‌یابد، انعطاف‌پذیری خدمات، شناسایی مشکل و کیفیت سیگنال بهتر را تسهیل می‌کند. این الگوی دارای مزایایی برای حلقه‌های زنجیره ای دیزی می‌باشد. ابزارهای نصب، راهنمایی‌ها و تکنیک‌ها برای سیستم‌های سیم کشی شبکه با استفاده از کابل‌های جفت پیچ خورده، کابل‌های کواکسیال و اتصالات برای هر یک در دسترس هستند.
سیم کشی ساخت یافته با سیستم‌های بی‌سیم در خانه‌ها رقابت می‌کند. با وجود اینکه سیستم‌های بی‌سیم قطعاً دارای مزایای راحتی هستند، سیم کشی ساخت یافته دارای نقاط ضعف در سیستم‌های مسی سیمی هستنداما سیم کشی رده ۵ پهنای باند بالاتری نسبت به سیستم‌های بی‌سیم را پشتیبانی می‌کند؛ که معمولاً بیش از ده برابر سرعت سیستم‌های بی‌سیم را دارا می‌باشد که می‌توان از آن برای برنامه‌های سریع تر، داده‌ها و کانال‌های بیشتری برای برنامه‌های ویدئویی، استفاده کرد. همچنین سیستم‌های بی‌سیم دارای خطر امنیتی می‌باشند زیرا می‌توانند اطلاعات حساس را به کاربران ناخواسته که دارای دستگاه‌های دریافت کننده مشابه هستند، ارسال کنند. سیستم‌های بی‌سیم بیشتر به تداخل دستگاه‌ها و سیستم‌های دیگر حساس هستند، که می‌تواند عملکرد را مختل کند. برخی از مناطق جغرافیایی و برخی از ساختمانها ممکن است برای تأسیسات بی‌سیم مناسب نباشند، به‌طور مشابه برخی از ساختمانها نیز ممکن است مشکل نصب سیمها را داشته باشند.

### توزیع انرژی الکتریکی

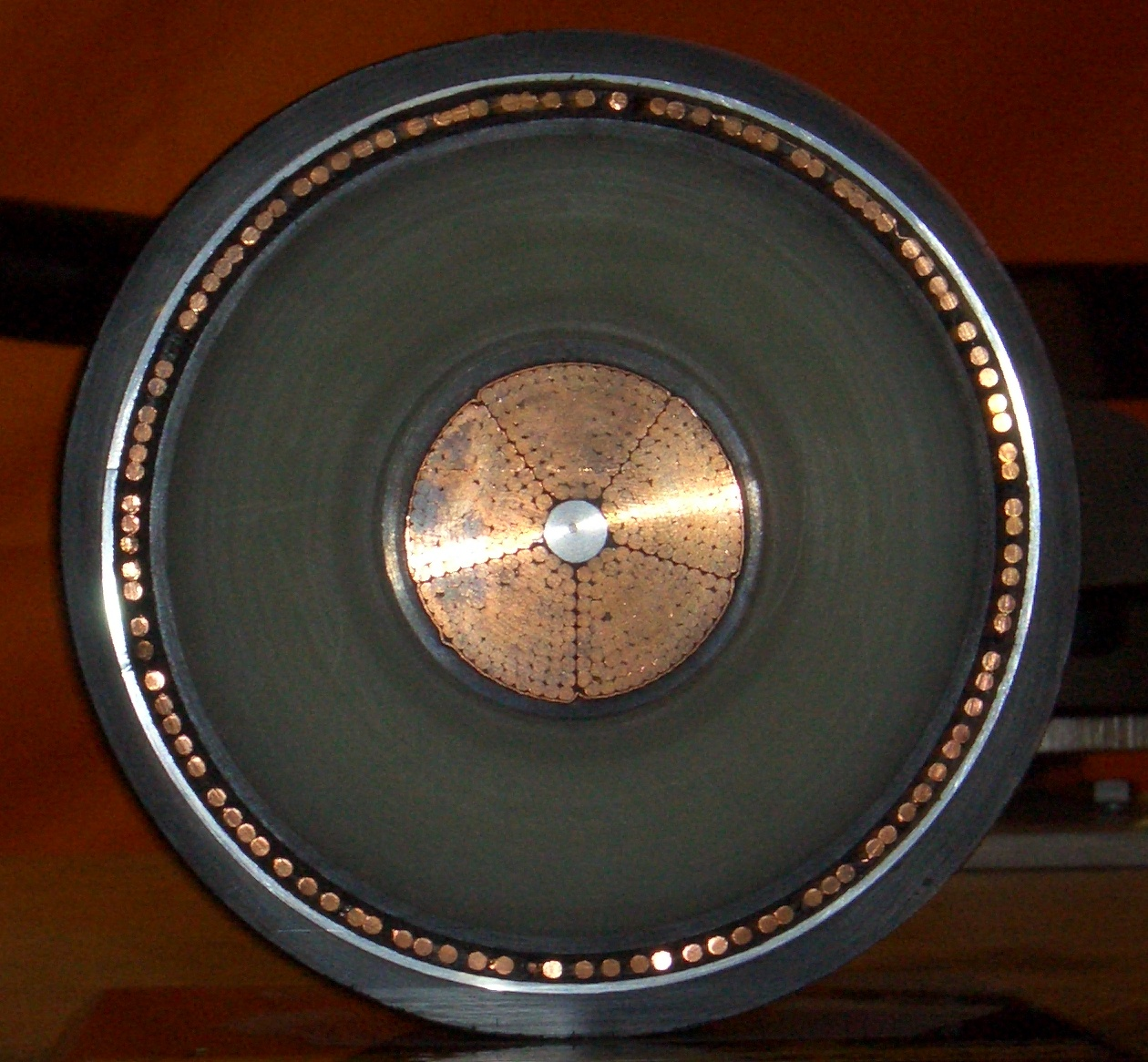
سطح مقطع کابل مسی مورد استفاده برای ولتاژ ۴۰۰ کیلو ولت

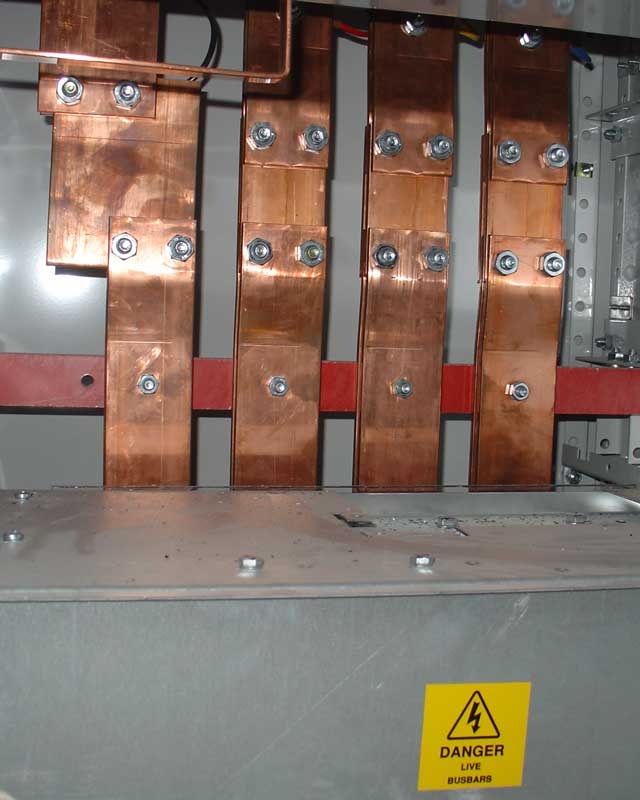
مس به‌طور گسترده‌ای برای باسبارهای توزیع برق به علت هدایت الکتریکی بالا مورد استفاده قرار می‌گیرد

توزیع برق مرحله نهایی در تحویل برق برای استفاده نهایی می‌باشد. سیستم توزیع انرژی الکتریکی را از سیستم انتقال به مصرف‌کنندگان منتقل می‌کند.
کابل‌های قدرت برای انتقال و توزیع برق در داخل یا خارج از ساختمان استفاده می‌شود. اطلاعات مربوط به انواع مختلف کابل‌های قدرت موجود می‌باشد.
مس معوملا به عنوان هادی مورد استفاده در خطوط انتقال زیر زمینی به بقیه مواد ترجیح داده می‌شود که در ولتاژ بالا و فوق بالا تا ۴۰۰ کیلو ولت استفاده می‌شود. دلیل استفاده از آن در خطوط انتقال زیرزمینی هدایت الکتریکی و حرارتی حجمی آن نسبت به دیگر هادی‌ها است. این خواص مفید برای هادی‌های مس صرفه جویی در فضا، کاهش تلفات و حفظ دمای کم کابل را به همراه دارد.
مس همچنان در خطوط با ولتاژ کم در معادن و در تجهیزات زیر آب، و همچنین در راه‌آهن الکتریکی، بالابرها، و سایر خدمات در فضای باز، استفاده می‌شود.
آلومینیوم، به تنهایی یا با فولاد تقویت شده، جهت استفاده به عنوان هادی‌های خطوط هوایی، به دلیل وزن سبک‌تر و هزینه پایین ترمورد استفاده قرار می‌گیرد.

### هادی‌های لوازم خانگی
هادی‌های لوازم خانگی با توجه به مشخصات و کاربرد آن از سیم نرم پیچیده‌ای ساخته شده‌است که ممکن است برای لحیم کاری یا تشخیص فاز هم استفاده شود. بسته به مقدار و نوع بار، عایق می‌تواند PVC، نئوپرن، اتیلن پروپیلن، پرکننده پلی پروپیلن یا پنبه باشد.

### هادی‌های خودرو

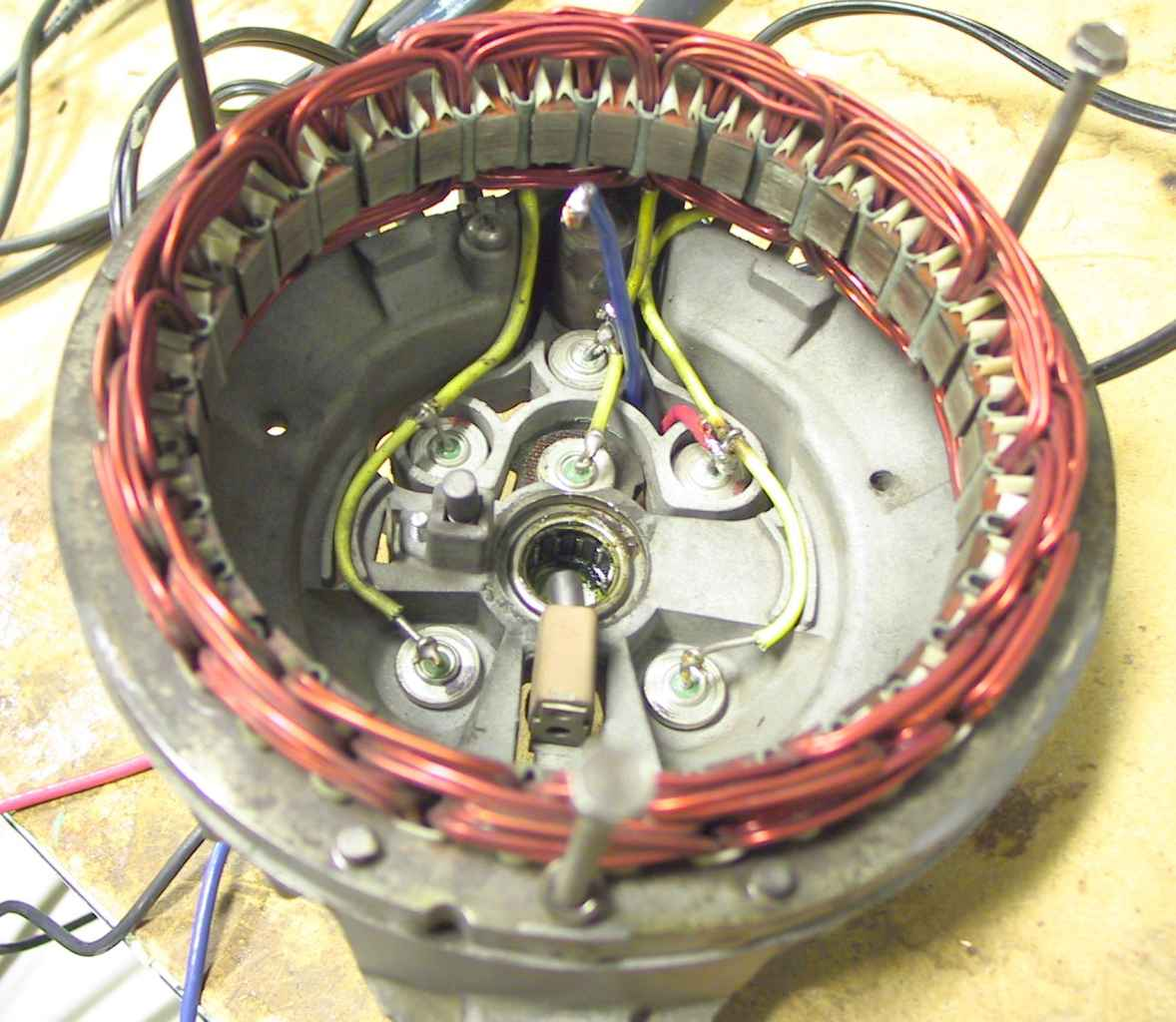
سیم کشی مس به اندازه کافی قوی است که در یک آلترناتور خودرو باقی بماند، تا در معرض لرزش ثابت و شوک مکانیکی آسیبی نبیند.

هادی‌های خودرو نیاز به عایق‌هایی دارند تادر مقابل دمای بالا، محصولات نفتی، رطوبت، آتش‌سوزی و مواد شیمیایی مقاوم باشند. PVC، نئوپرن و پلی اتیلن متداول‌ترین عایق‌ها می‌باشند. اختلاف پتانسیل الکتریکی از ۱۲ ولت برای سیستم‌های الکتریکی تا بین ۳۰۰ و ۱۵۰۰۰ ولت برای ابزارها، روشنایی و سیستم‌های احتراق متغیر است.

### سیم پیچ مغناطیسی
سیم پیچ مغناطیسی یا سیم، سیم پیچ، در سیم پیچ موتورهای الکتریکی، ترانسفورماتورها، ماشین هایالقایی، ژنراتورها، هدفون‌ها، کوئل‌های بلندگو، موقعیت ساز هارد دیسک، الکترومغناطیس‌ها و دیگر دستگاه‌ها استفاده می‌شود.
اغلب سیم‌های مغناطیسی از مس کاملاً تصفیه شده، الکترولیت تصفیه شده تشکیل شده‌اند تا سیم‌ها به هم نزدیک تر شوند برای ایجاد کویل مغناطیسی. سیم با طیف وسیعی از عایق پلیمری، از جمله لاک، به جای پلاستیکی ضخیم‌تر یا انواع دیگر عایق که معمولاً در سیم برق استفاده می‌شود پوشش داده شده‌است. مقادیر مس با کیفیت خلوص بالا بدون اکسیژن برای کاربردهای با درجه حرارت بالا در کاهش اتمسفر یا در موتورها یا ژنراتورهای خنک‌کننده گاز هیدروژنی استفاده می‌شود.

## بستن اتصالات برای کابل‌های مسی
مس به عنوان محفظه تعریف شده و سخت‌افزار مربوطه است که برای بازگرداندن یکپارچگی مکانیکی و محیطی یک یا چند کابل کشی داخل محفظه، و ارائه برخی از عملکردهای داخلی برای اسپلینگ، خاتمه دادن یا اتصال می‌باشد.

### انواع اتصال
همان‌طور که در صنعت Telcordia سند GR-3151 ذکر شده‌است، دو پیکربندی اصلی برای اتصال وجود دارد: اتصال بافت و اتصال در خط. اتصال لب به لب اجازه می‌دهد تا کابل تنها از یک طرف بسته شود. این روش همچنین به عنوان اتصال گنبدی نیز شناخته می‌شود. این اتصال‌ها را می‌توان در انواع کاربردهای مختلف استفاده کرد، از جمله شاخه سازی. اتصال در خط امکان ورود به کابل در هر دو انتهای اتصال رافراهم می‌کند. این نوع اتصالات را می‌توان در انواع کاربردهای مختلف، از جمله اتصالات شاخه و دسترسی به کابل به کار برد. اتصال در خط را نیز می‌توان با استفاده از محدود کردن دسترسی کابل به یک انتهای اتصال، در یک پیکربندی بافت استفاده کرد.
بسته شدن اتصالات مس با ویژگی‌های طراحی عملکرد تعریف شده‌است و اکثر اوقات مستقل از محیط و کاربرد خاص آن می‌باشد. در این زمان، Telcordia دو (۲) نوع اتصال مس را شناسایی کرده‌است:
1. اتصالات انعطاف‌پذیر محیطی (ESCs)
2. اتصالات تنفس آزاد (FBCs)

ESCها تمام ویژگی‌ها و عملکردهای ارائه شده در اتصالات معمولی را در محفظه ای فراهم می‌کنند که مانع نفوذ مایع و بخار در داخل محفظه می‌شود. این کار از طریق استفاده از یک سیستم آب‌بندی محیطی مانند واشر لاستیکی یا چسب‌های بسیارداغ انجام می‌شود. بعضی از ESCها از هوای تحت فشار استفاده می‌کنند تا از رفع رطوبت جلوگیری شود.
FBCها تمام ویژگی‌ها و عملکردهای ارائه شده در اتصالات معمولی را فراهم می‌کند واز نفوذ باران، گرد و غبار و حشرات جلوگیری می‌کند. با این وجود، چنین اتصالاتی، مبادله آزاد هوا با محیط خارج را اجازه می‌دهد؛ بنابراین ممکن است که درون اتصال متراکم شود؛ بنابراین لازم است که تخلیه کافی برای جلوگیری از انباشت آب داخل اتصال ایجاد شود.

## رویدادهای آینده

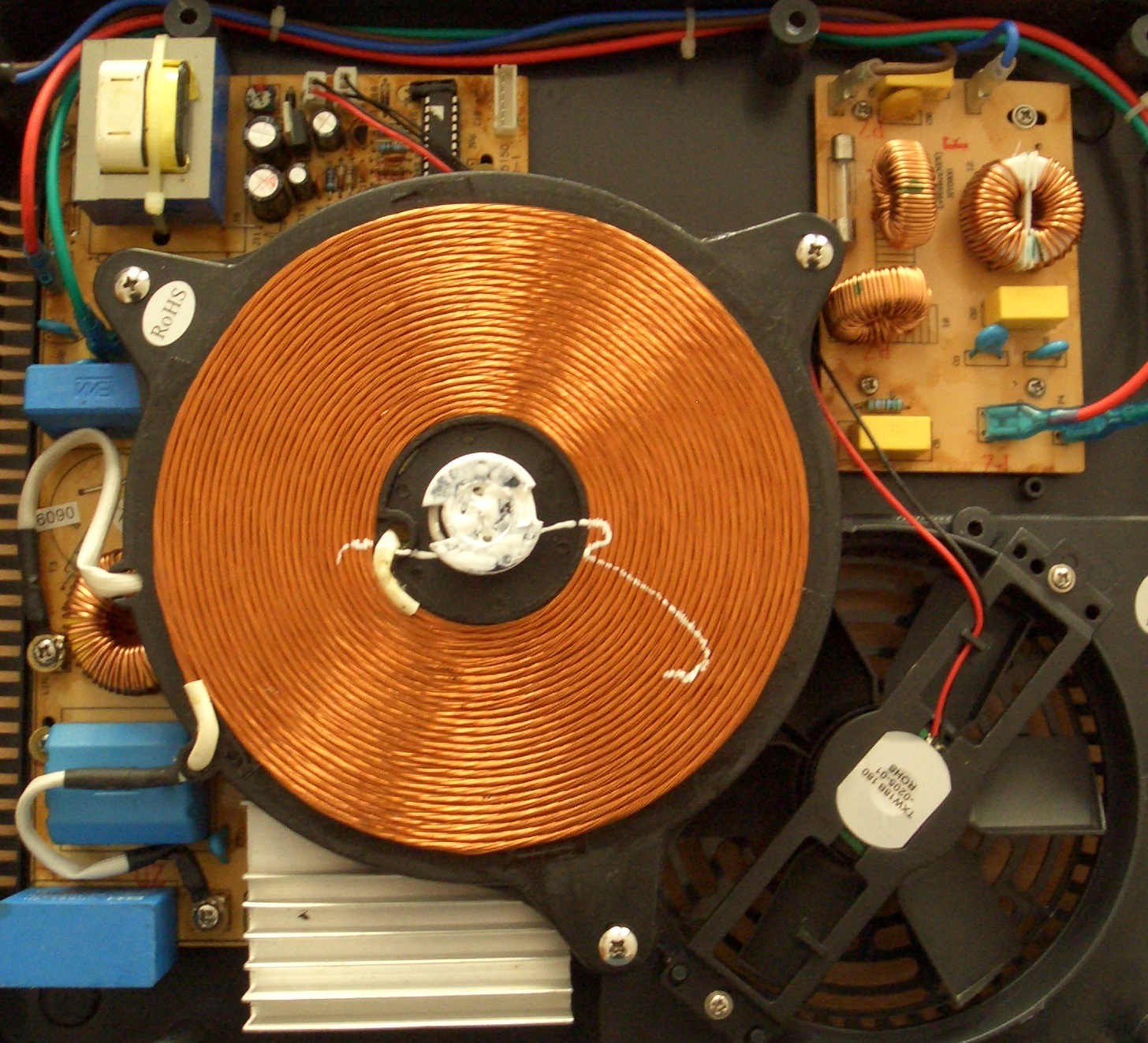
کویل‌های مس چندگانه در یک اجاق القایی استفاده می‌شود

مس در بیشتر کاربردهای سیم الکتریکی غالب خواهد بود، به خصوص اگر ملاحظات فضائی مهم باشند. صنعت خودرو طی دهه‌های گذشته استفاده از سیم‌های کوچکتر را در کاربردهای خاص مورد توجه قرار داده‌است. بسیاری از تولیدکنندگان شروع به استفاده از آلیاژهای مس مانند مس-منیزیم (CuMg) می‌کنند که قابل استفاده برای سیم‌های با قطر کوچکتر و وزن کمتر است و عملکرد رسانایی را بهبود می‌بخشد. آلیاژهای خاصی مانند مس-منیزیم در حال افزایش استفاده در خودرو، هوا فضا و صنعت دفاعی هستند.
با توجه به نیاز به افزایش انتقال صوت با سرعت بالا و سیگنال داده‌ها، انتظار می‌رود کیفیت سطح سیم مسی همچنان بهبود یابد. رسیدن به نقاط بهتر و حرکت به سوی نقصهای صفر در هادی‌های مس، انتظار می‌رود ادامه یابد.
به منظور بهبود شکل‌پذیری سیم و جلوگیری از کشش بیش از حد سیم در طول عملیات کابل کشی حداقل مقاومت مکانیکی برای سیم مغناطیسی لازم می‌باشد.
به نظر نمی‌رسد که استانداردهای خلوص سیم مسی فراتر از مقدار کمینه فعلی IACS 101% افزایش یابد. اگر چه ۶ نان مس (۹۹٫۹۹۹۹٪ خالص) در مقادیر کم تولید شده‌است، اما بسیار گران است و برای اکثر برنامه‌های کاربردی تجاری مثل آهنربا، مخابرات، و ساختن سیم غیر ضروری است. هدایت الکتریکی ۶ نان مس و ۴ نان مس (۹۹٫۹۹٪ خالص) در دمای محیط تقریباً یکسان است، هرچند مس با خلوص بالا دارای هدایت بالاتر در دماهای برودتی است؛ بنابراین، برای دمای غیر برودتی، ۴ نان مس احتمالاً به عنوان مواد غالب برای اکثر کاربردهای سیم تجاری باقی خواهد ماند.

## سرقت فلز

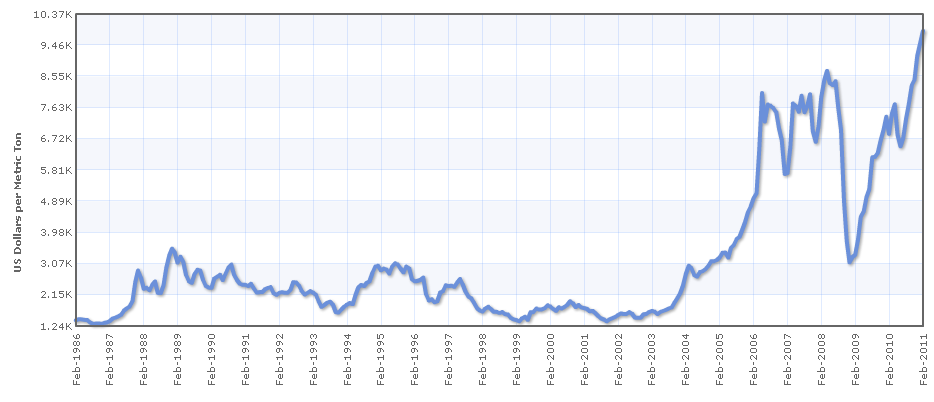
قیمت جهانی مس از سال ۱۹۸۶ تا ۲۰۱۱

در طول بازه زمانی رونق و توسعه کالاها در دهه ۲۰۰۰، قیمت مس در سراسر جهان افزایش یافت، که باعث افزایش انگیزه در مجرمان برای سرقت مس از کابلهای توزیع برق و ارتباطات شد.
- سخت و سفت کردن توسط اتصال کوتاه
- گواهینامه کابل مسی
- سولفید مس
- سیم آلومینیومی با پوشش مس
- فولاد با پوشش مس
- گالوانیزه شدن
- سیم مسی با عایق معدنی
- شیمی
- انجماد

1. ↑  Sturgeon, W. , 1825, Improved Electro Magnetic Apparatus, Trans. Royal Society of Arts, Manufactures, & Commerce (London) 43: pp. 37–52, as cited in Miller, T.J.E, 2001, Electronic Control of Switched Reluctance Machines, Newnes, p. 7.
2. ↑  Windelspecht, Michael, 2003, Groundbreaking Scientific Experiments, Inventions, and Discoveries of the 19th Century, XXII, Greenwood Publishing Group, شابک ‎۰−۳۱۳−۳۱۹۶۹−۳
3. 1 2 3 4  Pops, Horace, 2008, Processing of wire from antiquity to the future, Wire Journal International, June, pp 58-66
4. 1 2  "The Metallurgy of Copper Wire" (PDF). Archived from the original (PDF) on 1 September 2013. Retrieved 2013-06-07.
5. 1 2 3 4 5 6 7 8 9  Joseph, Günter, 1999, Copper: Its Trade, Manufacture, Use, and Environmental Status, edited by Kundig, Konrad J.A. , ASM International Vol. 2.03, Electrical Conductors
6. ↑  "Copper, Chemical Element - Overview, Discovery and naming, Physical properties, Chemical properties, Occurrence in nature, Isotopes". Chemistryexplained.com. Archived from the original on 2013-06-16. Retrieved 2013-06-01.
7. 1 2  "The International Annealed Copper Standard; NDT Resources Center". Ndt-ed.org. Archived from the original on 23 May 2013. Retrieved 2013-06-07.
8. 1 2 3  Copper Wire Tables; Circular of the Bureau of Standards; No. 31; S. W. Stratton, Director; U.S. Department of Commerce; 1914
9. ↑  Mott, N.F. and Jones, H. , 1958, The theory of the properties of metals and alloys, Dover Publications
10. 1 2 3 4 5  Pops, Horace, 1995, Physical Metallurgy of Electrical Conductors, in Nonferrous Wire Handbook, Volume 3: Principles and Practice, The Wire Association International, pp. 7-22
11. ↑  Copper Building Wire Systems بایگانی‌شده  در ۲۰۱۳-۰۵-۲۴ توسط Wayback Machine, Copper Development Association, Inc.
12. ↑  "Copper — Properties and Applications". Copperinfo.co.uk. Archived from the original on 2013-07-20. Retrieved 2013-06-01.
13. ↑  Weast, Robert C. & Shelby, Samuel M. Handbook of Chemistry and Physics, 48th edition, Ohio: The Chemical Rubber Co. 1967–1968: F-132
14. ↑  W.F. Gale; T.C. Totemeir, eds. (2004), Smithells Metals Reference Book (8th ed.), Elsevier Butterworth Heinemann Co. and ASM International, ISBN 0-7506-7509-8
15. ↑  "Development of Aluminum Alloy Conductor with High Electrical Conductivity and Controlled Tensile Strength and Elongation" (PDF). Archived from the original (PDF) on 2014-03-28. Retrieved 2013-06-07.
16. 1 2 3 4 5 6 7 8  "Electrical: Building Wire - Copper Building Wire Systems". Copper.org. 2010-08-25. Archived from the original on 2013-05-24. Retrieved 2013-06-01.
17. ↑  Rich, Jack C. , 1988, The Materials and Methods of Sculpture. Courier Dover Publications. p. 129. شابک ‎۰−۴۸۶−۲۵۷۴۲−۸, https://books.google.com/?id=hW13qhOFa7gC
18. ↑  Nonferrous Wire Handbook, Volume 3: Principles and Practice, The Wire Association International
19. ↑  تست فلوک Fluke چیست و چه کاربردی دارد؟خبرگزاری ویرانت.دریافت شده در 25 ژانویه 2023
20. 1 2  "VTI: Aluminum vs. Copper: Conductors in Low Voltage Dry Type Transformers". Vt-inc.com. 2006-08-29. Archived from the original on 8 July 2012. Retrieved 2013-06-01.
21. ↑  Pops, Horace; Importance of the conductor and control of its properties for magnet wire applications, in Nonferrous Wire Handbook, Volume 3: Principles and Practice, The Wire Association International, pp 37-52
22. 1 2  "Electrical: Building Wire - Copper, The Best Buy". Copper.org. 2010-08-25. Archived from the original on 2013-05-25. Retrieved 2013-06-01.
23. ↑  "Wire Wisdom: Choosing Conductors" (PDF). Anixter. Archived from the original (PDF) on 2017-01-09. Retrieved 2013-06-01.
24. ↑  Telephony by T.E. Herbert & W.S. Procter,Volume 1 p1110 (1946, Pitman, London)
25. ↑  Copper Building Wire, Copper/Brass/Bronze Products Handbook, CDA Publication 601/0, Copper Development Association
26. ↑  The International Annealed Copper Standard; NDT Resources Center; "Archived copy". Archived from the original on 23 May 2013. Retrieved 2013-06-07.{{cite web}}:  نگهداری یادکرد:عنوان آرشیو به جای عنوان (link)
27. ↑  "Applications: Telecommunications - All-Copper Wiring". Copper.org. 2010-08-25. Archived from the original on 2013-05-28. Retrieved 2013-06-01.
28. ↑  Davis, Joseph R. , Copper and copper alloys, ASM International. Handbook Committee, pp. 155-156
29. 1 2 3 4  "Network+, Module 3 - The Physical Network". Lrgnetworks.com. Archived from the original on 2012-04-25. Retrieved 2013-06-01.
30. ↑  Van Der Burgt, Martin J. , 2011, "Coaxial Cables and Applications". Belden. p. 4. Retrieved 11 July 2011, "Archived copy" (PDF). Archived from the original (PDF) on 28 July 2011. Retrieved 2011-07-11.{{cite web}}:  نگهداری یادکرد:عنوان آرشیو به جای عنوان (link)
31. ↑  "Archived copy" (PDF). Archived from the original (PDF) on 2011-11-11. Retrieved 2011-11-18.{{cite web}}:  نگهداری یادکرد:عنوان آرشیو به جای عنوان (link)
32. ↑  "Applications: Telecommunications - Communications Wiring for Today's Homes". Copper.org. 2010-08-25. Archived from the original on 2013-05-02. Retrieved 2013-06-01.
33. ↑  "Applications: Telecommunications - Infrastructure Wiring for Homes". Copper.org. 2010-08-25. Archived from the original on 2013-05-04. Retrieved 2013-06-01.
34. ↑  Structured wiring for today’s homes (CD-ROM), Copper Development Association, NY, NY, USA
35. 1 2  Electric Wire and Cable, brochure 0001240, Cobre Cerrillos S.A. , Santiago, Chile; Cocessa Technical Bulletin, Electrical Conductor Catalog 751, MADECO, 1990
36. ↑  GR-3151-CORE, Generic Requirements for Copper Splice Closures, بایگانی‌شده  در ۲۰۱۶-۰۳-۰۴ توسط Wayback Machine Telcordia.
37. ↑  "C18661 Copper-Magnesium (CMG1) Alloy Wire". Fisk (website). Fisk Alloy, Inc. Archived from the original on 18 December 2012. Retrieved 19 March 2013.
38. ↑  "Historical Copper Prices, Copper Prices History". Dow-futures.net. 22 January 2007. Archived from the original on 12 May 2010. Retrieved 1 May 2010.
39. ↑  Berinato, Scott (2007-02-01). "Copper Theft: The Metal Theft Epidemic". CSO Online. Archived from the original on February 2, 2014. Retrieved 2014-01-19.
40. ↑  "Copper Theft Threatens U.S. Critical Infrastructure". Federal Bureau of Investigation. 15 September 2005. Archived from the original on 14 October 2012. Retrieved 24 January 2014.
41. ↑  "4 House Fires and Hundreds of Homes Without Power after Substation Targeted". metaltheftscotland.org.uk. 29 November 2013. Archived from the original on 7 July 2013. Retrieved 24 January 2014.